# Скальный молоток

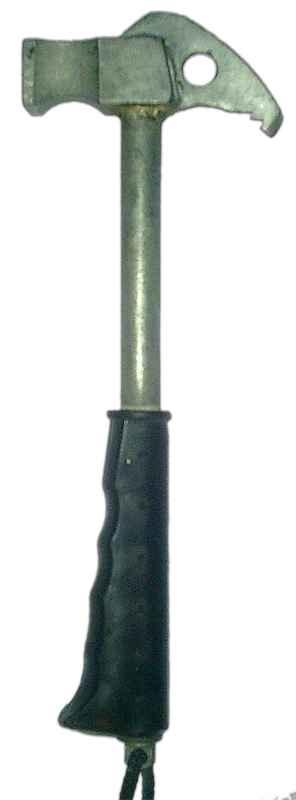
Скальный молоток

Ска́льный молото́к — специальный молоток, применяемый в альпинизме, скалолазании и спелеологии, для набивки и снятия скальных крючьев, пробивки шлямбурных отверстий, обработки острых краёв скальных выступов при организации страховки.
Как правило, скальный молоток имеет цельнометаллическую рукоятку с темляком и эластичным (резиновым или пластмассовым) покрытием для снижения вибрационных нагрузок на рабочую руку. Иногда встречаются модели с деревянной ручкой. Место соединения ручки с ударной головкой конструкционно усиливается специальным стальным стаканом (трубкой).